# Within
Within es el segundo álbum de estudio de la banda de rock Downface. Este álbum posee los temas Fallen y Purge, en que se puede apreciar el talento musical de sus compositores, además de la clara similitud de la voz del vocalista de la banda con Maynard James Keenan, el vocalista de la banda Tool.

## Lista de canciones
1. Lowmen - 4:20
2. Cold and Overcome - 5:06
3. Purge - 6:27
4. Fallen - 4:17
5. Deeper - 5:42
6. Reflection - 5:01
7. Hold - 4:29
8. Comfort - 5:49
9. Chavez - 4:48

## Créditos
- Tim A. - Voz, guitarra
- Robert H. - Guitarra
- Joe "Chavez" V. - Bajo, segundas voces
- Russ G. - Batería

- Datos: Q9096198